# Kondossou
Kondossou  è una città e sottoprefettura della Costa d'Avorio appartenente al dipartimento di M'Bahiakro. Conta una popolazione di 11 320 abitanti (censimento 2014).